# Corredor de Zanguezur

Mapa que explica o acordo de cessar-fogo de Alto Carabaque para 2020. O suposto "corredor" conectando o Azerbaijão com seu enclave Naquichevão é mostrado na Armênia (laranja) com uma seta verde.

Corredor de Zanguezur (em armênio/arménio: Զանգեզուրի միջանցք/Zangezuri mijants; em azeri: Zəngəzur koridoru ou Zəngəzur dəhliz), às vezes também referido como Corredor de Naquichevão (em armênio/arménio: Նախիջևանի միջանցք/Naxiǰewani mijantsk; em azeri: Naxçıvan koridoru ou Naxçıvan dəhlizi), é um termo para corredor de transporte que supostamente conecta a República Autônoma de Naquichevão ao resto do Azerbaijão através da região Siunique da Armênia. As autoridades do Azerbaijão derivam este conceito do nono termo do acordo de cessar-fogo de  de 2020 que encerrou a guerra de Alto Carabaque em 2020 em 10 de novembro de 2020. O acordo de cessar-fogo menciona ligações de transporte e comunicações, no entanto, não contém as palavras "corredor" ou "Zanguezur" O texto do acordo de cessar-fogo publicado no site oficial do Kremlin afirma que:
Todas as ligações econômicas e de transporte da região serão desbloqueadas. A República da Armênia deve garantir a segurança das conexões de transporte entre as regiões ocidentais da República do Azerbaijão e a República Autônoma de Naquichevão, a fim de organizar a circulação desimpedida de pessoas, veículos e cargas em ambas as direções. O Serviço de Fronteiras do Serviço Federal de Segurança da Federação Russa será responsável por supervisionar as conexões de transporte.

Conforme acordado pelas Partes, novas ligações de transporte serão construídas para conectar a República Autônoma de Naquichevão e as regiões ocidentais do Azerbaijão.— Ilham Aliyev, Nikol Pashinyan e Vladimir Putin, acordo de cessar-fogo de Alto Carabaque de 2020, termo 9.
Antes do acordo de cessar-fogo, as conexões aéreas e terrestres entre o Azerbaijão e sua República Autônoma Naquichevão (RAN), que é um enclave, tinham que ser feitas através do território turco ou iraniano. Várias vantagens que o corredor de Zanguezur poderia apresentar nos níveis nacional (Azerbaijão) e regional (Cáucaso) foram apontadas pelo Azerbaijão, como menores custos de transporte e tempo de viagem, um aumento no turismo e comércio, e maior segurança ao realizar qualquer dessas atividades.
Nos tempos soviéticos, havia duas conexões ferroviárias ligando a República Autônoma de Naquichevão ao território principal do Azerbaijão. A linha mais curta que passava pela região de Siunique foi construída em 1941, enquanto a linha via Ijevan e Qazax foi construída na década de 1980 como uma rota alternativa conectando Erevã a Bacu. Ambas as linhas foram abandonadas em 1992. Enquanto o Azerbaijão prefere restaurar a linha via Syunik, a Armênia prefere a linha Qazax—Ijevan. No entanto, este último tem um custo de reconstrução maior. Segundo estimativas, a rota Zangilan—Meghri—Naquichevão custaria aproximadamente $250 milhões para restaurar, enquanto a rota Ijevan custaria $450 milhões.
Em 21 de abril de 2021, durante uma entrevista com o Presidente do Azerbaijão Aliyev pela AzTV, ele disse que "estamos implementando o corredor de Zanguezur, queira a Armênia ou não" e que se não quisesse, o Azerbaijão "decidiria por força". Aliyev disse ainda que "o povo azerbaijani vai regressar a Zanguezur, que nos foi tirado há 101 anos". Essas declarações tiveram uma má resposta na Armênia. O defensor dos direitos humanos da Armênia, Arman Tatoyan, relacionou esses "atos de intimidação" ao genocídio armênio. O porta-voz do Ministério das Relações Exteriores da Armênia, Anna Naghdalyan, disse que "a Armênia tomará todas as medidas necessárias para proteger sua soberania e integridade territorial". O primeiro-ministro da Armênia, Nikol Pashinyan, enfatizou que a declaração trilateral de 9 de novembro não menciona "Zanguezur" (ou seja, a região Siunique da Armênia) nem a palavra "corredor" e que o acordo é apenas sobre o desbloqueio das comunicações regionais.